# Niederliegender Kugelamarant
Der Niederliegende Kugelamarant (Gomphrena serrata, Syn.: Gomphrena decumbens) ist eine Pflanzenart aus der Gattung Kugelamarant (Gomphrena) innerhalb der Familie der Fuchsschwanzgewächse (Amaranthaceae).

## Beschreibung

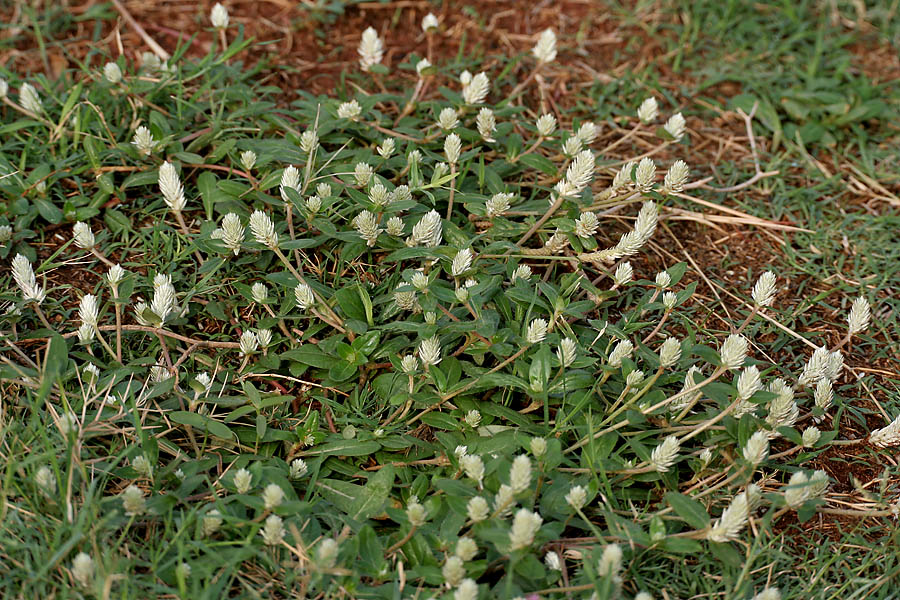
Habitus und Blütenstände

### Vegetative Merkmale
Der Niederliegende Kugelamarant ist eine niederliegende, reich verzweigte, einjährige krautige Pflanze, die Wuchshöhen von bis zu 15 Zentimetern erreicht und 10 bis 50 Zentimeter lang.
Die Laubblätter sind bei einer Länge von 4,5 bis 8 Zentimetern sowie einer Breite von 1,5 bis 2 Zentimetern länglich mit einem stumpfem oder spitzem und stachelspitzigem oberen Ende. Die Blattunterseite ist behaart. Sie messen.

### Generative Merkmale
Die Blütezeit reicht von Juli bis Oktober. Der Blütenstand ist anfangs kugelig, später mehr oder weniger zylindrisch, und weiß, gelb rosafarben.
Die Chromosomenzahl beträgt 2n = 18.

## Vorkommen
Der Niederliegende Kugelamarant kommt von den südlichen Vereinigten Staaten und Mexiko bis Bolivien und Paraguay vor. Er gedeiht in Trockengebüschen sowie auf Weiden und Ödland. Er kommt vor in Höhenlagen von 0 bis 1500 Metern.

## Taxonomie
Die Erstbeschreibung|Erstveröffentlichung von Gomphrena serrata erfolgte 1753 durch Carl von Linné in Species Plantarum, Tomus I, Seite 224. Synonyme Gomphrena serrata L. sind: Gomphrena decumbens Jacq., Gomphrena dispersa Standley.

## Nutzung
Der Niederliegende Kugelamarant wird selten als Zierpflanze für Sommerrabatten genutzt.